# Uchucklesaht

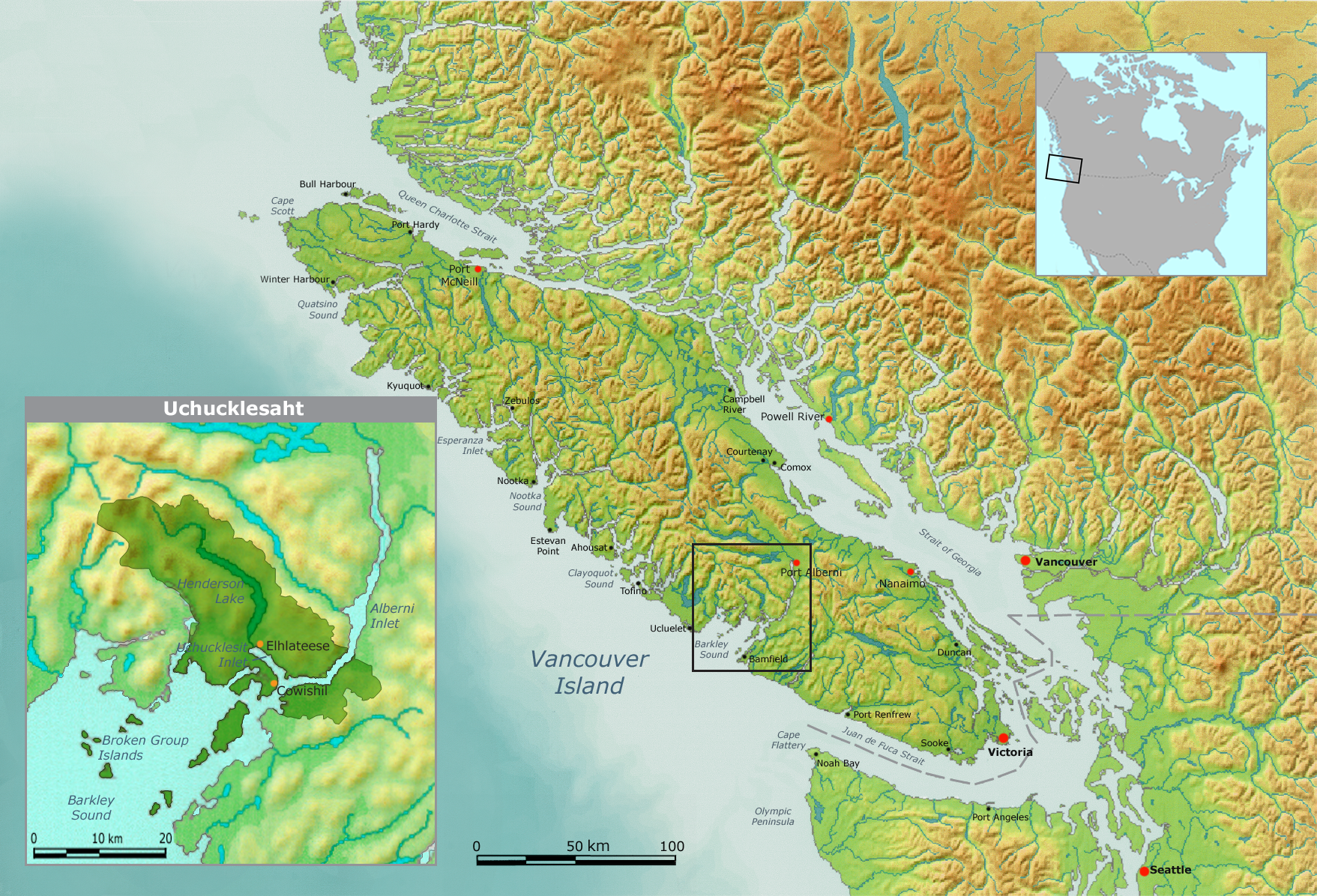
Ehemaliges Territorium der Uchucklesaht und die beiden heutigen Reservate

Die Uchucklesaht (früher auch Howchukleset) sind nordamerikanische Indianer und leben auf der Vancouver-Insel, die vor der Westküste Kanadas liegt. Sie sprechen Wakash und gehören zu den Nuu-chah-nulth. Gegenüber der Regierung werden sie vor allem durch den Nuu-chah-nulth Tribal Council vertreten. Im April 2010 waren 196 Menschen als Angehörige des Stammes anerkannt.
Uchucklesaht bedeutet etwa „Volk dort an der inneren Bucht“.

## Reservate
Die Uchucklesaht leben in zwei Reservaten mit insgesamt 232,7 ha Fläche. Cowishil (70,8 ha) liegt am Burrough Point, am Westeingang des Uchucklesit Harbour, Elhlateese (161,9 ha) liegt am Anfang des Hafens. Das Hauptwohngebiet ist Elhlatesee und liegt am Nordende des Uchucklesit Inlets. Insgesamt leben noch 23 Uchucklesaht im Reservat, zwei Frauen und ein Mann leben in anderen Reservaten, die übrigen 170 Stammesangehörigen findet man außerhalb der Reservate. Insgesamt betrug die Zahl der Uchucklesaht 196 (April 2010).

## Geschichte
1881 galten nur noch 56 Menschen als Uchucklesaht. Ihnen wurde in den 1880er Jahren ihr heutiges Reservat zugewiesen. 1881 teilten sich die Bewohner auf acht Familien auf, die zwischen 3 und 10 Mitgliedern aufweisen. Das älteste Stammesmitglied war mit 70 Jahren der Fischer Hahklin. Häuptling war Kut luk sulh (40), der einer zehnköpfigen Hausfamilie vorstand. Unter den Erwachsenen finden sich nur wenige Namen erkennbar europäischen Ursprungs, jedoch tauchen diese bei den Kindern häufiger auf.
1891 lebten nur noch 41 Uchucklesaht im Reservat, die sich auf fünf Familien verteilten. Häuptling war nun der 52-jährige Cap Charlie.

## Heutige Situation
Seit 1983 ist Charlie Cootes der gewählte Häuptling der Uchucklesaht. Ihm stehen vier Berater (Councillors) zur Seite.
Am 16. Juni 2007 stimmten die Uchucklesaht für die Annahme des Vertrags mit den Regierungen British Columbias und Kanadas. Damit vergrößert sich ihr Gesamtgebiet um 2834 ha. Zusammen mit den Toquaht, den Ka:'yu:'k't'h'/Che:k:tles7et'h', den Ucluelet und den Huu-ay-aht bilden sie die Maa-nulth-Gruppe, die einen separaten Vertrag aushandelte. Sie alle erhalten erheblich umfangreichere Gebiete (rund 23.000 ha) als die bisherigen Reservate, verzichten aber zugleich auf die ursprünglichen, viel größeren Stammesgebiete. Zugleich wird der Landbesitz privatisiert, ist also weder gegen Verkauf noch Enteignung geschützt. Daher ist das Ziel des BC Treaty Process zunehmend umstritten, da es langfristig und bei der derzeitigen Verarmung der Nuu-chah-nulth zum weitgehenden Verlust der Stammesgebiete führen könnte. Trotz dieser Vorbehalte stimmten 116 von 120 (137 waren abstimmungsberechtigt) Uchucklesaht dem Vertrag zu. Im Juni 2009 ratifizierte die Bundesregierung den Vertrag.
Die Rückgewinnung natürlicher und kultureller Ressourcen verläuft bei jedem Nuu-chah-nulth-Stamm anders. 2001 erfuhr beispielsweise die Häuptlingsfamilie Frank aus dem Stamm der Uchucklesaht, dass ein seit 1963 vermisster Vorhang in der Sammlung Andy Warhol, bzw. bei einer Ausstellung in New York aufgetaucht war. Die Versammlung der Nuu-chah-nulth beschloss, dass sich jeder Stamm an der Rückkaufsumme von 17.000 Dollar beteiligt.